# ناحية تلبيسة
ناحية تلبيسة إحدى نواحي سوريا تتبع إداريّاً لمحافظة حمص منطقة الرستن ومركزها مدينة تلبيسة، بلغ تعداد سكان الناحية  63,784 نسمة حسب التعداد السكاني لعام 2004.

## بلدات وقرى ناحية تلبيسة
الثورة، دير فول، الفرحانية، الغنطو، الهاشمية، المجدل، المكرمية، المعمورة، القنية، سعن الأسود (السعن)، السبيل، الشبعانية، تل جيورين، تلبيسة، أم شرشوح، الزعفرانة، الفرحانية الشرقية.